# Walisische Badmintonmeisterschaft 1980
Die Walisische Badmintonmeisterschaft 1980 fand in Merthyr Tydfil statt. Es war die 28. Austragung der nationalen Titelkämpfe im Badminton in Wales.

## Titelträger
| Disziplin    | Sieger                     |
| ------------ | -------------------------- |
| Herreneinzel | Philip Sutton              |
| Dameneinzel  | Sian Williams              |
| Herrendoppel | Brian Jones David Colmer   |
| Damendoppel  | Sue Brimble Linda Blake    |
| Mixed        | Brian Jones Angela Dickson |